# Peña Bermeja
Peña Bermeja är en ort i Mexiko.   Den ligger i kommunen Amatenango de la Frontera och delstaten Chiapas, i den sydöstra delen av landet, 900 km sydost om huvudstaden Mexico City. Peña Bermeja ligger 959 meter över havet och antalet invånare är 117.
Terrängen runt Peña Bermeja är huvudsakligen kuperad, men åt sydost är den bergig. Runt Peña Bermeja är det ganska tätbefolkat, med 100 invånare per kvadratkilometer. Närmaste större samhälle är Frontera Comalapa, 8,4 km väster om Peña Bermeja. I omgivningarna runt Peña Bermeja växer i huvudsak städsegrön lövskog.